# Mansourah
Mansourah (em árabe: منصورة) é uma cidade e comuna localizada na província de Mostaganem, Argélia. De acordo com o censo de 2008, a população total da cidade era de 18 216 habitantes.